# Ryo Yuzawa
Ryo Yuzawa (jap. 湯沢龍; * 7. Oktober 1976 in Tachikawa, Präfektur Tokio) ist ein ehemaliger japanischer Tischtennisspieler und -trainer. Er nahm zweimal an Olympischen Spielen teil.

## Werdegang
Ryo Yuzawa war zunächst Rechtshänder, stellte aber im 10. Lebensjahr um auf die linke Hand.
Der Japaner nahm insgesamt an sechs Weltmeisterschaften teil, dabei konnte er im Jahr 2000 mit der Mannschaft Bronze gewinnen.
Außerdem erreichte er 1995 mit dem Team den 3. Platz beim World Cup. Er konnte 1996 und 2004 an den Olympischen Spielen teilnehmen, kam dort aber nicht in die Nähe von Medaillenrängen.

## Turnierergebnisse
Quelle:
| Verband | Veranstaltung     | Jahr | Ort          | Land | Einzel       | Doppel    | Mixed     | Team      |
| ------- | ----------------- | ---- | ------------ | ---- | ------------ | --------- | --------- | --------- |
| JPN     | Olympische Spiele | 1996 | Atlanta      | AUS  | letzte 64    | letzte 24 |           |           |
| JPN     | Olympische Spiele | 2000 | Athen        | GRE  | keine Teiln. | Qual.     |           |           |
| JPN     | World Cup         | 1995 | Atlanta      | USA  |              |           |           | 3         |
| JPN     | Weltmeisterschaft | 1997 | Manchester   | ENG  |              |           |           | 5. Platz  |
| JPN     | Weltmeisterschaft | 1999 | Eindhoven    | NED  | letzte 64    |           | letzte 64 |           |
| JPN     | Weltmeisterschaft | 2000 | Kuala Lumpur | MAS  |              |           |           | 3         |
| JPN     | Weltmeisterschaft | 2001 | Osaka        | JPN  | letzte 64    | letzte 64 | letzte 16 |           |
| JPN     | Weltmeisterschaft | 2004 | Doha         | QAT  |              |           |           | 12. Platz |